# Выборы главы Тамбовской области (2025)
Досрочные выборы главы состоятся в Тамбовской области 12, 13 и 14 сентября 2025 года.
10 июня депутаты Тамбовской областной думы назначили выборы на единый день голосования 14 сентября 2025 года. В тот же день избирательная комиссии Тамбовской области воспользоваться правом провести многодневное голосование и решила, что голосование будет проводиться три дня подряд: 12, 13 и 14 сентября 2025 года.
Глава избирается на 5 лет. На тот же срок избранный глава назначает членом Совета Федерации одного из трёх своих протеже, заявленных при выдвижении.
На 1 января 2025 года в области было зарегистрировано 791 202 избирателей, из которых около 34 % (268 829 избирателей) в Тамбове. Выборы признаются состоявшимися при любой явке избирателей, так как порог явки не установлен.

## Предшествующие события
4 октября 2021 года, после досрочной отставки Александра Никитина («Единая Россия») президент Владимир Путин назначил временно исполняющим обязанности главы администрации Тамбовской области Максима Егорова. 13 декабря 2021 года врио главы Максим Егоров назначил сенатором — представителем исполнительного органа власти Тамбовской области в Совете Федерации генерал-лейтенанта ФСБ Михаила Белоусова, работавшего в администрации президента РФ заместителем руководителя управления по внутренней политике.
В июне 2022 года были назначены досрочные выборы главы на 11 сентября 2022 года. Партия «Единая Россия» выдвинула Максима Егорова, КПРФ — Андрея Жидкова, «Справедливая Россия — За правду» — Павла Плотникова. В сентябре 2022 года голосование проводилось три дня — 9, 10 и 11 сентября. За три дня было выдано 468 656 бюллетеней, явка составила 57,88 % избирателей. По итогам выборов большинство голосов (84,95 %) получил Максим Егоров. 20 сентября 2022 года он вступил в должность главы на 5 лет и переназначил членом Совета Федерации Михаила Белоусова.
4 ноября 2024 года Максим Егоров объявил о своей отставке, уточнив, что займется «новыми задачами» от руководства страны на федеральном уровне. Президент Владимир Путин назначил временно исполняющим обязанности главы Тамбовской области Евгения Первышова, депутата Госдумы 8 созыва (с сентября 2021) от партии «Единая Россия», избранного по избирательному округу № 46 (Краснодарский — Краснодарский край). После назначения врио главы Тамбовской области Евгений Первышов досрочно сдал мандат депутата Госдумы.

## Организация выборов

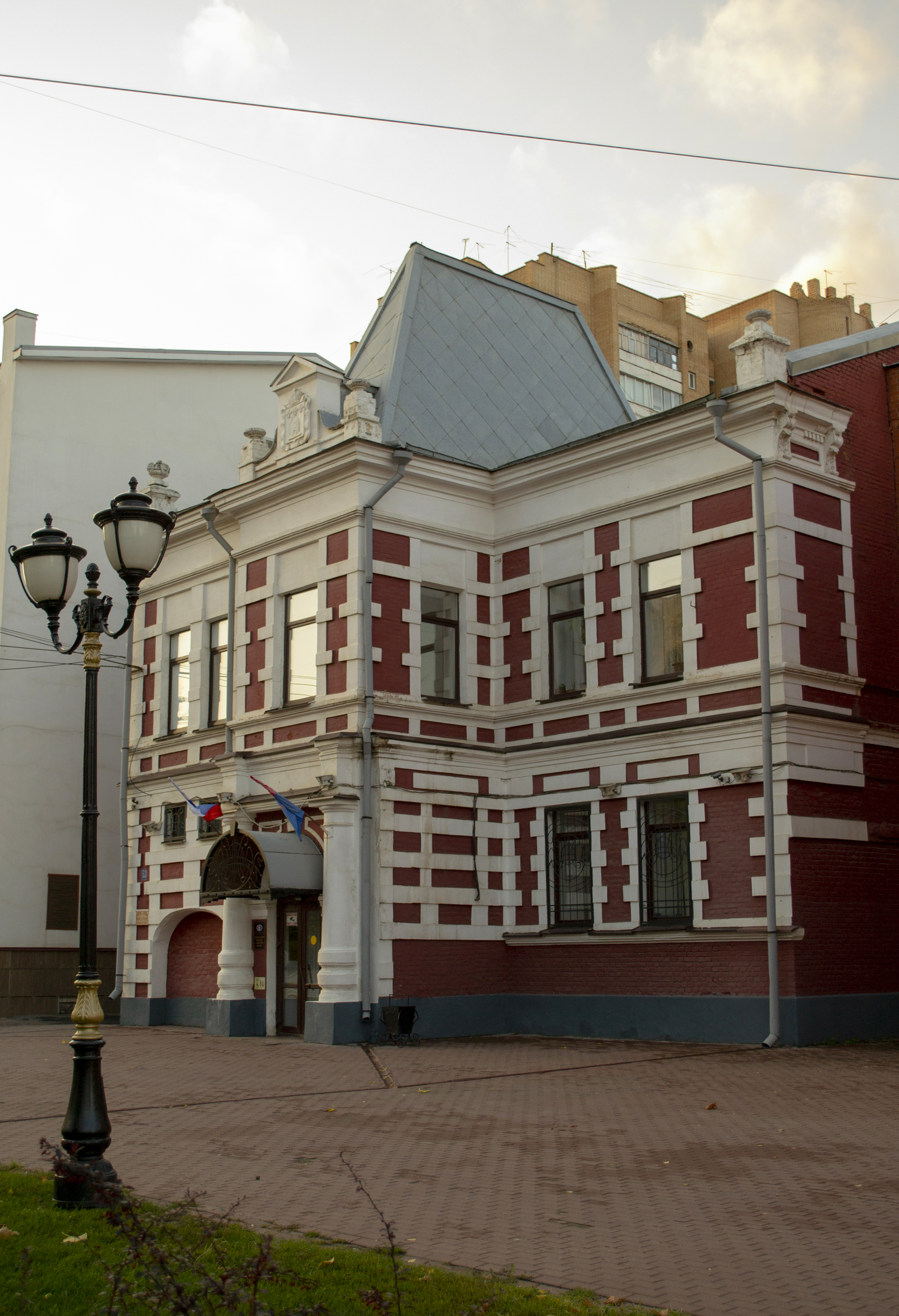
Здание избирательной комиссии в Тамбове на ул. Интернациональная.

Избирательная комиссия Тамбовской области состоит из 12 членов с правом решающего голоса. Действующий состав сформирован в апреле 2021 года на 5 лет (2021—2026). Из 12 членов комиссии 6 человек назначил глава администрации Тамбовской области Александр Никитин, и 6 человек — депутаты Тамбовской областной думы. Должность председателя с июля 2012 года занимает Андрей Офицеров, переизбран в апреле 2016 года и в апреле 2021 года.
15 апреля 2021 года избирательная комиссия Тамбовской области утвердила на 5 лет составы 25 территориальных избирательных комиссий и назначила их председателей. Всего в области 32 территориальных избирательных комиссий.
В январе 2025 года избирательная комиссия начала подготовку к выборам. Дистанционное электронное голосование было решено не использовать. На избирательных участках города Тамбова будут задействованы 66 имеющихся КОИБов. 

### Ключевые даты
- 10 июня 2025 года депутаты Тамбовской областной думы назначили выборы на единый день голосования 14 сентября 2025 года
- 10 июня избирательная комиссия Тамбовской области решила, что голосование будет проводиться три дня подряд: 12, 13 и 14 сентября 2025 года, а также опубликовала расчёта числа подписей, необходимых для регистрации кандидата.
- с 11 июня по 5 июля до 18.00 (25 дней) — период выдвижения кандидатов. Агитационный период начинается со дня выдвижения кандидата и прекращается в 24.00 перед первым днём голосования - 11 сентября.
- с 7 июля по 11 июля до 18.00 (5 дней) — представление документов для регистрации кандидатов, к заявлениям должны прилагаться листы с подписями в поддержку кандидата.
- до 21 июля (10 дней) — проверка и принятие решения о регистрации кандидата либо об отказе в регистрации.
- с 14 августа по 11 сентября (28 дней) — период агитации в СМИ
- 12, 13, 14 сентября — дни голосования.

### Наблюдение
20 июня в Общественной палате Тамбовской области (созыв 2024—2027, председатель с декабря 2024 года Николай Байбеков) организовали региональный штаб по общественному контролю за выборами. Руководителем регионального штаба назначена Татьяна Казакова, председатель первичной профсоюзной организации ПАО «Электроприбор». Было заявлено, что штаб подготовит наблюдателей, которые в дни голосования будут присутствовать на всех избирательных участках.

## Кандидаты
По закону «О выборах главы Тамбовской области» кандидаты выдвигаются только политическими партиями, имеющими право участвовать в выборах. Самовыдвижение не допускается. Избран может быть гражданин Российской Федерации достигший возраста 30 лет. У кандидата не должно быть гражданства иностранного государства либо вида на жительство в какой-либо иной стране.
6 июля 2025 года завершился период выдвижения кандидатов. За это время кандидатов выдвинули 5 партий: Евгений Первышов от партии «Единая Россия», Андрей Жидков от КПРФ, Павел Плотников от партии «Справедливая Россия — Патриоты — За правду», Олег Морозов от ЛДПР. Елена Семилетова от партии «Новые люди». К 11 июня все 5 кандидатов подали документы и подписи, необходимые для регистрации. 15-16 июля все 5 кандидатов были зарегистрированы, то есть все прошли «муниципальный фильтр».
| Кандидат         | Возраст              | Должность (на момент выдвижения)                          | Субъект выдвижения                           | Статус                   | Кандидаты в Совет Федерации |
| ---------------- | -------------------- | --------------------------------------------------------- | -------------------------------------------- | ------------------------ | --------------------------- |
| Андрей Жидков    | 63 года (08.05.1962) | депутат Тамбовской областной думы 7 созыва                | КПРФ                                         | зарегистрирован 16 июля  |                             |
| Олег Морозов     | 63 года (06.04.1962) | депутат Тамбовской областной думы 7 созыва                | ЛДПР                                         | зарегистрирован 16 июля  |                             |
| Евгений Первышов | 49 лет (04.05.1976)  | временно исполняющий обязанности главы Тамбовской области | «Единая Россия»                              | зарегистрирован 15 июля  |                             |
| Павел Плотников  | 53 года (08.06.1972) | депутат Тамбовской областной думы 7 созыва                | «Справедливая Россия — Патриоты — За правду» | зарегистрирован 16 июля  |                             |
| Елена Семилетова | 45 лет (10.07.1980)  | генеральный директор ООО «Тамбовская оконная компания»    | «Новые люди»                                 | зарегистрирована 16 июля |                             |